# Agonum morbillosum
Agonum morbillosum är en skalbaggsart som beskrevs av Thomas Casey. Agonum morbillosum ingår i släktet Agonum och familjen jordlöpare. Inga underarter finns listade i Catalogue of Life.